# Ich glaub’, ich steh’ im Wald
Ich glaub’, ich steh’ im Wald (Schreibweise im Filmvorspann Ich glaub ich steh im Wald; Originaltitel Fast Times at Ridgemont High, alternativ Fast Times) ist eine Teenager-Filmkomödie von Amy Heckerling aus dem Jahr 1982. In den Hauptrollen agieren Sean Penn, Jennifer Jason Leigh, Judge Reinhold, Phoebe Cates, Brian Backer, Robert Romanus und Ray Walston.
Der Filmstoff basiert auf tatsächlichen Erlebnissen von Cameron Crowe, der diese zunächst zu einem Roman und später zu einem Drehbuch verarbeitete. Die Komödie bildete für viele Jungschauspieler sowie Crowe und Heckerling einen Meilenstein ihrer Karriere. An den Kinokassen war er ein Überraschungserfolg und entwickelte sich durch viele Fernsehausstrahlungen insbesondere in den USA zu einem großen Kultfilm.

## Handlung

### Haupthandlung
Die 15-jährigen Freundinnen Stacy Hamilton und Linda Barrett, die die Ridgemont High School in Kalifornien besuchen, gehen neben der Schule einem Job in Perrys Pizzeria nach. Linda meint, es werde endlich Zeit, dass Stacy ihre Unschuld verliere, bei ihr sei das schon im Alter von 13 Jahren geschehen. Das sei doch keine große Sache, sondern nur Sex. Wenig später gibt sich Stacy dem 26-jährigen Ron Johnson, Verkäufer in einem Stereoladen, gegenüber als Neunzehnjährige aus und lässt sich von ihm am Rande eines Sportstadions entjungfern.
Mark „Rat“ Ratner und sein Freund Mike Damone könnten unterschiedlicher nicht sein, Mike ist ein Großmaul und Rat extrem schüchtern. Er erzählt Mike, dass er sich in ein Mädchen aus dem Biologiekurs verliebt habe. Mike gibt ihm reichlich Tipps, wie er Mädchen rumkriegen könne, und tut so, als sei er in allem der Überflieger. Tatsächlich spricht Rat daraufhin Stacy, denn sie ist das Mädchen, auch an und sie gehen zusammen essen. Anschließend nimmt Stacy ihn mit zu sich nach Hause. Von ihrer Familie ist niemand da. Doch anstatt auf Stacys Annäherungsversuche einzugehen, erfindet der schüchterne junge Mann eine Ausrede. Als Stacy Mike Damone allein trifft, lässt sie durchblicken, dass sie auf ihn stehe. Es kommt zum Geschlechtsverkehr zwischen beiden, der jedoch für Stacy vorbei ist, bevor er noch recht begonnen hat. Im Anschluss an diesen wenig schönen Moment schneidet Mike Stacy. Dann teilt sie ihm jedoch mit, dass sie schwanger sei und eine Abtreibung 150 Dollar koste. Sie einigen sich darauf, dass jeder die Hälfte übernimmt und Mike sie zu dem schon
von ihr arrangierten Termin in die Klinik fährt. Mike erscheint jedoch nicht. So lässt Stacy sich von ihrem Bruder Brad fahren, ohne ihm allerdings zu erzählen, wohin sie wirklich will. Brad, der sehr aufmerksam ist, bemerkt jedoch schnell, was mit Stacy ist. Er reagiert sehr verständnisvoll und ist in diesem schwierigen Moment für seine Schwester da. Als Rat von dem Verrat seines Freundes Mike erfährt, bricht er mit ihm – allerdings nur vorübergehend.
Jeff Spicoli, ein weiterer Schüler der Ridgemont High School, gerät immer wieder mit seinem Geschichtslehrer, Mr. Hand, aneinander, da er permanent zu spät zum Unterricht erscheint und nur fadenscheinige Ausreden präsentiert. Seine Welt besteht aus Kiffen und Surfen. Zahlreiche eingesammelte Pokale zeugen von seiner Leidenschaft. Während einer rasanten Autofahrt demoliert er den Wagen des Footballspielers Charles Jefferson, als er mit dessen jüngerem Bruder in dem Fahrzeug eine Spritztour macht. Der Junge ist sich sicher, dass sein Bruder sie nun beide kaltmachen werde. Jefferson traut seinen Augen kaum, als er seinen geliebten Camaro sieht, der zu allem Übel auch noch mit rassistischen Beleidigungen beschrieben worden ist. Da ein Spiel seiner Mannschaft kurz bevorsteht, greift er entsprechend geladen erbarmungslos an und entscheidet das Spiel fast im Alleingang. Ein anderes Mal lässt sich Spicoli, für den keine Regeln gelten, von einem Pizzaboten eine Pizza direkt ins Klassenzimmer liefern. Mr. Hand reagiert jedoch ziemlich cool und lädt Schüler und sich selbst auf ein Stück der Pizza ein, ohne dass Jeff etwas abbekommt. Aber auch Mr. Hand hat noch eine Überraschung für Spicoli parat, er vermasselt ihm den Abschlussball mit der Begründung, dass er mit ihm gemeinsam die Zeit nacharbeiten werde, die er fürs Zuspätkommen angesammelt habe.
Brad Hamilton hingegen, der sein letztes Jahr an der Ridgemont High School verbringt, bekommt Ärger mit einem arroganten Kunden und verliert seinen Job in einem Hot-Dog-Imbiss. Doch es kommt noch schlimmer, seine Freundin Lisa trennt sich von ihm und meint, sie könnten doch Freunde bleiben. Brad nimmt einen Job im Piratenclub „Captain Hook“ an. Dort muss er die Gäste in einem entsprechenden Outfit bedienen, was ihm eher peinlich ist. Als er an einem dieser Tage nach Hause kommt, fällt sein Blick auf Linda, die in einem knappen roten Bikini am Pool sitzt. Anschließend beobachtet er das schöne junge Mädchen durchs Badezimmerfenster, gibt sich seiner Phantasie hin, sieht Linda auf sich zukommen und ihr Bikinioberteil abstreifen, was ihn dazu bringt, zu masturbieren. Als Linda arglos die Badezimmertür öffnet, überrascht sie ihn dabei.
Doch auch Linda, die immer so cool tut und von ihrem außergewöhnlichen Freund erzählt, ohne dass man ihn je gesehen hat, hat in Wirklichkeit mit Problemen zu kämpfen. Mit Tränen gesteht sie Stacy, dass ihr Freund nicht zur Abschlussfeier kommen werde, deshalb gebe sie ihm jetzt den Laufpass.
Stacy versucht abermals mit Rat anzubandeln. Und diesmal scheint es besser zu laufen.-
Brad hat seinen Job gewechselt und arbeitet inzwischen in einer Tankstelle, in der Spicoli gerade einkauft, als ein Überfall stattfindet. Im Zusammenspiel gelingt es den beiden, den Verbrecher zu überlisten und den Überfall abzuwenden.

### Nachspann
- Brad Hamiltons weiterer Weg: Er bringt es zum Manager eines Supermarktes.
- Mike Damone bleibt auf seinen Schwarzmarkttickets für ein Konzert von Ozzy Osbourne sitzen, er arbeitet nun im 7-11.
- Der Lehrer Mr. Vargas is(s)t schon beim Frühstück bei der Sache und beim Unterricht für seine Schüler.
- Linda Barrett besucht inzwischen das College in Riverside. Sie lebt mit einem Professor für abnormale Psychologie zusammen.
- Rat und Stacy haben eine leidenschaftliche Liebesbeziehung, aber eine Sache ist noch nicht gelaufen …
- Mr. Hand ist nach wie vor davon überzeugt, dass alle auf Dope sind.
- Jeff Spicoli rettet Brooke Shields vorm Ertrinken und wünscht sich als Belohnung, dass Van Halen auf seiner Geburtstagsparty spielt.

## Produktion

### Vorarbeiten
Crowe hatte für sein Buch recherchiert, indem er als junger Mann von Anfang zwanzig undercover die Clairemont High School in San Diego in Kalifornien besuchte. Die Erlebnisse während dieser Zeit hielt er dann in einem Roman fest unter demselben Titel, den der Film in der Originalversion hat. Das Buch weckte bereits vor seiner Veröffentlichung das Interesse Hollywoods und wurde dann auch sehr zeitnah optioniert.

### Besetzung und Synchronisation
| Figur                    | Darsteller           | Deutscher Sprecher  |
| ------------------------ | -------------------- | ------------------- |
| Jeff Spicoli             | Sean Penn            | Joachim Tennstedt   |
| Stacy Hamilton           | Jennifer Jason Leigh | Maud Ackermann      |
| Bradley „Brad“ Hamilton  | Judge Reinhold       | Benjamin Völz       |
| Linda Barrett            | Phoebe Cates         | Natascha Rybakowski |
| Mark „Rat“ Ratner        | Brian Backer         | Oliver Rohrbeck     |
| Mike Damone              | Robert Romanus       | Torsten Sense       |
| Mr. Hand                 | Ray Walston          | Jürgen Thormann     |
| Arnold                   | Scott Thomson        | Frank Schaff        |
| Mr. Vargas               | Vincent Schiavelli   | Wilfried Herbst     |
| Lisa                     | Amanda Wyss          | Rebecca Völz        |
| Ron Johnson              | D. W. Brown          | Thomas Petruo       |
| Charles Jefferson        | Forest Whitaker      | Ulrich Gressieker   |
| Cindy                    | Kelli Maroney        |                     |
| Dennis Taylor            | Tom Nolan            | Lutz Riedel         |
| Pat Bernardo             | Blair Ashleigh       |                     |
| Stoner Bud, Brads Kumpel | Eric Stoltz          | Andreas Fröhlich    |
| Jeffersons Bruder        | Stanley Davis Jr.    |                     |
| Verbrecher               | James Russo          | Ronald Nitschke     |
| Greg                     | James Bershad        |                     |
| Brads Kumpel             | Nicolas Coppola      |                     |
| Konrektor                | Reginald H. Farmer   | Karl Schulz         |
| Geschäftsmann            | Sonny Carl Davis     | Klaus Jepsen        |
| Stu Nahan                | Stu Nahan            | Eric Vaessen        |

Zu den Schauspielern, die nicht im Vorspann, sondern nur im Nachspann genannt wurden, zählen Forest Whitaker, Eric Stoltz, James Russo, Nicolas Cage (in seinem einzigen Auftritt als Nicolas Coppola), Anthony Edwards, Pamela Springsteen, Stuart Cornfeld, Lana Clarkson und der spätere Regisseur Martin Brest. Nicolas Cage gibt in diesem Film sein Kinodebüt, ebenso Lana Clarkson und Pamela Springsteen.
Weitere Mitwirkende: Michael Wyle (als Brads Kumpel), David E. Price (als Desmond), Patrick Brennan (als Curtis Spicoli), Julie Guilmette und Shelly O’Neill (als Kellnerinnen in Perrys Pizza Service), Duane Tucker (als Dr. Brandt), Douglas Brian Martin und Steven M. Martin: (als ärgerliche Zwillinge), Taylor Negron (er selbst), Kenny Lawrence, John Hollander und Ricky Redlich (als Ticket-Verkäufer), Nancy Wilson (als Mädchen im Auto), Virginia Peters (als Restaurant-Kellnerin), Laurie Hendricks (als Kindermädchen), Lois Brandt: (als Mrs. O’Rourke), Ellen Fenwick (als Staceys Mutter) Cherie Effron und Suzanne Marie Fava (als 1. und 2. Mädchen), Roy Holmer Wallack (als Weihnachtsmann), Ava Lazar und Lori Sutton (als Playmates) sowie Sheldon, David Resnik, Eric Leroy (Pee Wee), Burdette, David Doolittle und Tom B. Bralley.

### Produktionsnotizen und Drehorte
Es handelt sich um einen Universal Film der Azoff/Linson Produktion unter der Gesamtleitung von C. O. Erickson, Art Linson und Irving Azoff.
Gedreht wurde im Zeitraum 2. November bis 28. Dezember 1981 an folgenden Orten in Los Angeles in Kalifornien (wenn nicht anders angegeben):
- Welby Way, Canoga Park (Brad and Stacy’s House)
- Chatsworth Street in Granada Hills (Ort, an dem Brad Hamilton im Auto mit einer jungen Frau flirtet)
- Van Nuys High School (Ridgemont High School),
- Sherman Oaks Galleria (Innenausstattung Ridgemont Einkaufszentrum)
- Coffee Bean & Tea Leaf (All American Burger)
- Joenaz Company (Mi-T-Mart)
- West Manchester (Ort, an dem Brad Stacy an der Kegelbahn absetzt)
- Van Nuys Blvd & Vose St, Van Nuys (dort zerstört Jeff Spicoli das Auto)
- Daniel Freeman Regional Medical Center, Inglewood (Mr. Vargas Tour durchs Krankenhaus am Ende des Films)
- Encino Little League Fields (The Point)
- West Manchester Avenue (Klinik, in der Staceys Abtreibung erfolgt)
- Riverton Avenue, North Hollywood (Apartment von Mike Domone)
- Baron’s Famous Italian Restaurant, Valley Glen
- Balboa Boulevard, Northridge (Captain Hook’s Restaurant, in dem Brad Hamilton arbeitet)
- Morningside Hospital (Krankenhaus Innenbereich)
- Chatsworth Street & Zelzah Avenue, Granada Hills (Platz an dem Brad Essen aus dem Auto wirft)
- Canoga Park sowie Clark Magnet High School, La Crescenta-Montrose
- Santa Monica Place, sowie Canoga Park High School (Ridgemont High School)
- Brentwood

### Musik
Die Original-Lieder stammen unter anderen von Jackson Browne, Danny Elfman, Don Henley, Kenny Loggins, Giorgio Moroder, Graham Nash und Stevie Nicks. Der Film enthält auch den Song Kashmir von Led Zeppelin, dessen Übernahme in den Film die Produzenten ihrer Freundschaft zu Crowe verdanken, der sie für den Rolling Stone interviewt hatte
- Raised on the Radio, dargeboten von Ravyns, Autor: Rob Fahey
- Somebody’s Baby, Vortrag: Jackson Browne, Autoren: Jackson Browne und Danny Kortchmar
- Love Rules, Vortrag: Don Henley, Autoren: Don Henley und Danny Kortchmar
- The Waffle Stomp, Vortrag: Joe Walsh, Autor ebenfalls
- Never Surrender, Vortrag: Don Felder
- So Much In Love, Vortrag: Timothy B. Schmit, Autoren: W. Jackson, R. Straigis und G. Williams
- Goodbye, Goodbye, Vortrag: Oingo Boingo, Autor: Danny Elfman
- Uptown Boys, Vortrag: Louise Goffin, Autorinnen: Louise Goffin & Janna Allen
- Fast Times (The Best Years of Our Lives), Vortrag: Billy Squier, Autor ebenfalls
- Sleeping Angel, Vortrag: Stevie Nicks, Autorin ebenfalls
- Speeding, Vortrag: Go-Go’s, Autorinnen: Charlotte Caffey und Jane Wiedlin
- The Look In Your Eyes, Vortrag: Gerard McMahon, Autoren: Gerard McMahon und Michael Ostin
- Love Is the Reason, Vortrag: Graham Nash, Autor ebenfalls
- Don’t Be Lonely, Vortrag: Quarterflash, Autor: Marv Ross
- I Don’t Know (Spicoli’s Theme), Vortrag: Jimmy Buffett, Autoren: Jimmy Buffett und Mike Utley
- Fast Times at Ridgemont High, Vortrag: Sammy Hagar, Autor ebenfalls
- I’ll Leave It Up to You, Vortrag: Poco, Autor: Rusty Young
- Moving In Stereo, Vortrag: The Cars, Autor: Ric Ocasek
- We Got The Beat, Vortrag: Go-Go’s, Autorin: Charlotte Caffey
- Winter Wonderland, Vortrag: Darlene Love, Autoren: Felix Bernard und Richard B. Smith
- American Girl, Vortrag: Tom Petty, Autor ebenfalls
- Life in the Fast Lane, Vortrag: Reeves Nevo, Autoren: Joe Walsh, Glenn Frey und Don Henley
- Wooly Bully, Vortrag: Reeves Nevo & The Cinch, Autor Domingo „Sam“ Samudio
- Kashmir, Vortrag: Led Zeppelin, Autoren Jimmy Page, Robert Plant und John Bonham
- Highway Runner, Vortrag: Donna Summer, Autoren: Giorgio Moroder und Donna Summer

### Veröffentlichung und Auswertung
Der Film hatte am 13. August 1982 in den Vereinigten Staaten sowie in Kanada Premiere. Veröffentlicht wurde er zudem 1982 in Argentinien, Dänemark, Brasilien, Japan, Spanien, im Vereinigten Königreich sowie am 16. Dezember 1982 in der Bundesrepublik Deutschland. Bei einem geschätzten Budget von 4.500.000 Dollar spielte der Film am Eröffnungswochenende in den USA 2.545.674 Dollar ein und das, obwohl er weder groß beworben worden war noch namhafte Stars (zu dieser Zeit) aufweisen konnte. Er entwickelte sich in der Folge jedoch zu einem Geheimtipp. Insgesamt brachte er es auf Einnahmen von 27.092.880 Dollar.
Der Kritiker James Berardinelli meinte, die Führungskräfte von Universal Pictures hätten nicht gewusst, was sie an dem Film gehabt hätten. Er sei 1982 kurzerhand in 500 Kinos abgeliefert worden und habe alle überrascht, indem er mehr als das Zehnfache seines Budgets eingespielt habe. Auch später habe er noch durch VHS- und DVD-Veröffentlichungen abermals so viel Geld eingespielt wie schon während seiner Zeit im Kino.
1983 kam er in folgenden Ländern ins Kino: Peru, Irland, Australien, Frankreich, Mexiko, Kolumbien, Finnland und in Schweden. 1984 wurde er in Portugal veröffentlicht. In Italien erschien er im August 1991 erstmals im Fernsehen, in Russland am 17. September 2001. In Frankreich wurde er im Oktober 2001 auf DVD veröffentlicht und in Griechenland im Februar 2002. In Dänemark wurde er zudem am 17. September 2005 auf dem Buster Children’s Film Festival vorgestellt. Veröffentlicht wurde er außerdem in Bulgarien, Chile, Kroatien, in der Tschechischen Republik, in Ungarn, Indien, Litauen, Norwegen, Polen, Rumänien, Serbien, in der Slowakei, in Taiwan, in der Türkei und in der Ukraine.

## Rezeption

### Übersicht
Ich glaub’, ich steh’ im Wald erhielt ein gutes Presseecho, was sich auch in den Auswertungen US-amerikanischer Aggregatoren widerspiegelt. So erfasst Rotten Tomatoes überwiegend positive Besprechungen und ordnet den Film damit als „Verbrieft Frisch“ ein. Laut Metacritic fallen die Bewertungen im Mittel „Grundsätzlich Wohlwollend“ aus.
1983 war Fast Times als „Beste adaptierte Komödie“ für den Writers Guild of America Award nominiert. 2005 wurde der Film ins National Film Registry aufgenommen und 2008 erhielt er eine Nominierung auf der österreichischen Viennale.

### Kritiken
Das Lexikon des internationalen Films befand: „Mit in diesem Genre seltener Zurückhaltung beschreibt der Film Rollenvorstellungen und Zukunftserwartungen der Schüler und setzt einige soziologisch interessante Akzente. Letztlich kommt er jedoch nicht über eine nette Unterhaltung hinaus.“ Und weiter: „Der Film, der später zum 1980er-Jahre-Klassiker avancierte, besticht nicht zuletzt durch ein Cast, in dem spätere Stars wie Sean Penn, Jennifer Jason Leigh und Nicolas Cage mitwirken. – Ab 16.“
TV Spielfilm urteilte wohlwollend: „Die Schüler an der Ridgemont High haben vor allem eines im Kopf: die Unschuld zu verlieren… So weit, so bekannt. Doch dieser Oldie nach einem Skript des heutigen Regisseurs Cameron Crowe […] balanciert gekonnt zwischen Blödelei und Ernst. Und er präsentiert eine Horde Jungspunde, die später berühmt wurden: Sean Penn, Judge Reinhold, Forest Whitaker, Phoebe Cates.“ Fazit: „Teeniespaß mit Stars in jeder Stuhlreihe.“
Auf der Seite Traumathek wird der deutsche Titel des Films als „grobe Komik“ evozierend vorgestellt, obwohl das Drehbuchdebüt von Cameron Crowe „ein überraschend stiller, überraschend reifer Teeniefilm der frühen 80er Jahre“ sei. Da sich Crowe und Heckerling „leider für keinen kohärenten Plot“ entschieden hätten, „sondern die zahlreichen Figurenschicksale lieber als Collage präsentieren“, erreiche „das Jungstartreffen (u.a. Sean Penn, Jennifer Jason Leigh und Forest Whitaker in ganz frühen Rollen) nicht ganz die Qualität eines Meisterwerks von John Hughes wie Breakfast Club, sehenswert [sei] Heckerlings Film aber schon allein deshalb, weil er das Lebensgefühl der Teens der 80er so treffend“ einfange.
Der Kritiker Roger Ebert sah das seinerzeit anders und meinte, wie man einer so frischen und fröhlichen Person wie Jennifer Jason Leigh einen so krassen Film habe anbieten können. Man habe wohl nicht gewusst, dass man einen Stern in den Händen gehabt habe. Sie und die weiteren Darsteller seien dann gezwungen gewesen, in dieser sogenannten Komödie in eine beleidigende Vulgarität einzutauchen. Ein Teil des Humors dieses Films stamme aus schlüpfrigen Situationen und Dialogen, wie bei Filmen dieser Art üblich. Die Besetzung des Films kämpfe sich tapfer durch all diesen Dreck. Selten habe er so viele attraktive junge Darsteller gesehen, die in einigen unattraktiven Szenen auftreten mussten. Ebert meinte, wenn dieser Film von einem Mann gedreht worden wäre, würde er ihn sexistisch nennen, und das sei er auch, obwohl ihn eine Frau inszeniert habe. Neben Leighs Spiel gebe es jedoch noch einige andere gute Leistungen. Sean Penn sei perfekt als rauchender Weltraumkadett, Phoebe Cates atemberaubend als das erfahrenere Mädchen, Judge Reinhold habe Spaß als Fast-Food-Koch und Ray Walston sei als diktatorischer Geschichtslehrer angemessen hasserfüllt. Leigh sehe so jung, frisch, fröhlich und unschuldig aus, dass man zusammenzucke, wenn sie mit Männern in bedauerliche Szenen gerate. Der Film versage, was den Geschmack betreffe, und verschwende insoweit Material, da er nicht durchdacht und wohlüberlegt sei.
Dem widersprach die Kritik auf der Seite 2.500 Movies Challenge, wo es heißt, Cameron Crowe habe das Teenagerleben in den 80er Jahren viel besser eingefangen, als es einige Kritiker der damaligen Zeit, allen voran Roger Ebert, der besonders hart geurteilt habe, wahrhaben wollten. Der Film biete einen echten Einblick in Teenagererfahrungen, einschließlich der Angst vor Verantwortung. Fast Times habe zudem eine herausragende junge Besetzung. Jedes Mal, wenn er den Film sehe, meinte der Rezensent, sei er wieder ein Teenager, und das sei ein Gefühl, das er um nichts in der Welt eintauschen würde.
Der Kritiker James Berardinelli war der Ansicht, dass Fast Times zu Unrecht mit den Teenagerkomödien Porky’s und deren Nachfolgern und Nachahmern zusammengewürfelt worden sei, denn in Wirklichkeit sei der Film intelligenter und einfühlsamer. Während Teensploitation-Filme von Jugend, Sex-Witzen und Nacktheit leben würden, fuße Fast Times, ebenso wie Valley Girl und The Last American Virgin, auf Charakterzeichnungen und werde davon angetrieben. Infolgedessen seien Humor und Nacktheit, wovon es eine Menge gebe, ehrlicher. Der Kritiker lobte die Authentizität der Dialoge und den poplastigen Soundtrack, der allerdings gelegentlich die falschen Songs auswähle. Der herausragende Charakter des Films sei der von Sean Penn gespielte Jeff Spicoli, der zu einer dieser oft imitierten Filmpersönlichkeiten geworden sei. Fast Times stecke voller junger Talente.
Auf der Seite Movies We Like heißt es, Fast Times habe unzählige zitierwürdige Dialogzeilen und unvergessliche Momente. Ob als Zeitkapsel oder als Teenie-Fantasie, der Film habe den Test der Zeit bestanden und sei immer noch eine Party, die einen Besuch wert sei.
Derek Winnert sprach von einer oft lustigen und frischen amerikanischen High-School-Komödie aus dem Jahr 1982, die das Drehbuchdebüt von Cameron Crowe markiert habe. Es gehe um eine geschäftige und engagierte, wenn auch handlungslose Schulgeschichte, die einem amüsanten und einfühlsamen Drehbuch entsprungen sei und sich durch eine Reihe anregender Performances einer jungen aufstrebenden Besetzung auszeichne. Dazu zähle insbesondere Sean Penn, seinerzeit 22, in seinem zweiten Film. Bemerkenswert seien auch Jennifer Jason Leigh und Phoebe Cates. Die Situationen mögen sich wie Déjà-vus anfühlen, aber Crowe und Debüt-Regisseurin Amy Heckerling würden sie entstauben und frisch aufbereiten. Alles in allem biete der Film angenehm ausgefallene Unterhaltung.

### Nachwirkung
Der Film war Auslöser einer ganzen Reihe ähnlich gelagerter Schulfilme. Im Gegensatz zu diesen bewahrte er einen eher zurückhaltenden Ton bei der Darstellung der sexuellen Geschehnisse und beschrieb die Sehnsüchte und Selbsteinschätzungen der Figuren, mit denen er allesamt sympathisierte. Dabei hebt sich vor allem die Darstellung der Lehrer von denen vergleichbarer Schülerkomödien ab.
In einer auf dem Film basierenden kurzlebigen Fernsehserie Fast Times spielten unter anderen Courtney Thorne-Smith und Patrick Dempsey. Ray Walston und Vincent Schiavelli nahmen ihre bereits im Film dargestellten Lehrerrollen wieder auf.